# Bernard Fergusson, Baron Ballantrae

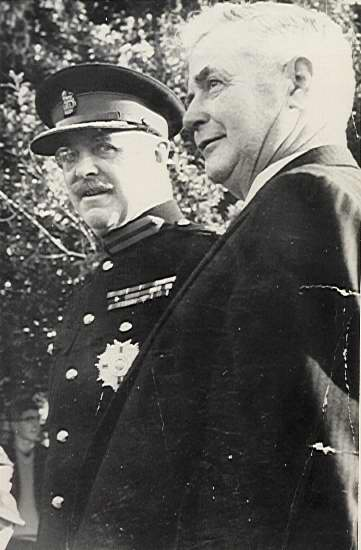
Sir Bernard Fergusson (l.)

Wappen des Bernard Fergusson, Baron Ballantrae

Bernard Edward Fergusson, Baron Ballantrae, KT, GCMG, GCVO, DSO, OBE (* 6. Mai 1911; † 28. November 1980) war ein aus Schottland stammender Brigadier in der British Army, letzter Generalgouverneur von Neuseeland, der in Großbritannien geboren wurde, und Militärhistoriker.

## Militärische Laufbahn
Bernard Fergusson entstammte einer Familie der Oberschicht aus Ayrshire; sein Vater war General Sir Charles Fergusson, 7. Baronet. Er absolvierte seine Ausbildung in Eton und an der Royal Military Academy Sandhurst. Er war kurzsichtig, aber sein Vater verbot ihm, in Sandhurst eine Brille zu tragen. Stattdessen benutzte Fergusson sein Leben lang ein Monokel, das sein Markenzeichen wurde. Nach Abschluss seiner Ausbildung in Sandhurst diente er bei der Black Watch (Royal Highland Regiment) in Palästina und wurde Flügeladjutant von General Archibald Wavell, dessen Biografie er später schrieb. Beim Ausbruch des Zweiten Weltkriegs diente Fergusson 1940 als Brigademajor der 46. Infanterie Brigade, bevor er General Staff Officer wurde. Von 1943 bis 1944 hatte er das Kommando der 16. Infanterie Brigade inne, die in eine Chindit-Einheit für Operationen im Dschungel von Burma hinter den japanischen Linien umgewandelt wurde, anschließend wurde er Director of Combined Operations. Nach dem Krieg hatte er verschiedene Posten inne, darunter das Kommando des 1. Bataillon, Black Watch, bis er 1958 in Pension ging.

## Dienst im Nahen Osten
Nachdem 1946 sein Versuch, in das Parlament gewählt zu werden, fehlgeschlagen war, kehrte er im Rang eines Brigadiers nach Palästina zurück und bekleidete verschiedene Posten bei den Polizei- und paramilitärischen Kräften der britischen Mandatsregierung. Zunächst diente er als Kommandeur der Police Mobile Force, einer Polizeieinheit von 2000 Mann, die als Einsatztruppe gegen die jüdische Revolte genutzt wurde. Ende 1946 wurde diese Einheit auf Befehl des Kommandeurs der Palestine Police Force, William Nicol Gray, aufgelöst. Fergusson wurde zum Leiter einer Polizeischule ernannt, die in Dschenin aufgebaut werden sollte, jedoch bald von Gray zum Special assistant to the commandant of police ernannt.

### Der Fall Rubowitz
Fergusson regte bei Gray an, der wie er selbst ein ehemaliger Angehöriger der Royal Marines war, eine Spezialeinheit zur Bekämpfung jüdischer Anschläge und Operationen zu formen. Dieser Einheit sollten Soldaten angehören, die während des Krieges in Spezialeinheiten gekämpft hatten. Gray befahl daraufhin die Schaffung von zwei Teams, deren Mitglieder der palästinensischen Polizei sowie dem Special Air Service angehört hatten. Ein Team sollte in Haifa operieren, das zweite in der Gegend von Jerusalem. Der hochdekorierte Soldat Roy Farran wurde Kommandeur des zweiten Teams.
Am 16. Mai 1947 verhaftete Farrans Einheit den 16-jährigen Alexander Rubowitz, der in Jerusalem Plakate der jüdischen Untergrundorganisation Lechi aufhängte. Rubowitz wurde von Farrans Team gefoltert, um die Namen seiner Freunde zu erfahren; er starb an den Folgen der Misshandlungen. Seine Leiche verschwand und wurde niemals gefunden. Ein Verdacht gegen Farran selbst kam auf, nachdem in der Nähe der Stelle, wo Rubowitz in ein Auto gestoßen worden war, ein grauer Filzhut gefunden worden war, der Farran zugeordnet wurde. Gray zögerte, etwas gegen Farran zu unternehmen, da er hoffte, mit den Informationen von Rubowitz die Lechi-Gruppe in Jerusalem auffliegen lassen zu können. Während eines Aufenthaltes von Gray in England weilte, begann das Criminal Investigation Department jedoch mit Ermittlungen; daraufhin setzte sich Farran nach Syrien ab, konnte aber überzeugt werden zurückzukehren. Später floh er aus der Untersuchungshaft nach Jordanien, kehrte aber erneut freiwillig zurück. Gegen ihn wurde Anklage vor einem Militärgericht in Jerusalem erhoben.
Bei dem Prozess gegen Farran verweigerte Fergusson die Aussage mit der Begründung, er könne sich selbst belasten. Die Mandatsregierung erklärte, sie werde keine Maßnahmen gegen Fergusson ergreifen. Der Prozess endete mit einem Freispruch von Farran, und Fergusson wurde seiner Ämter entbunden; er kehrte daraufhin nach Großbritannien zurück.
2004 wurden bis dahin geheime Dokumente veröffentlicht, die eine Erklärung von Fergusson aus dem Jahr 1947 beinhalteten, dass Farran ihm den Mord an Rubowitz gestanden und er dies Gray berichtet habe. 2009 erklärte ein privater Ermittler, nach seinen Erkenntnissen habe Farran persönlich dem 16-jährigen Rubowitz, der keinerlei Informationen preisgegeben habe, mit einem Stein den Schädel eingeschlagen.

### Suezkrise
Feldmarschall Gerald Templer war beeindruckt von Bernard Fergussons Leistungen während des malaiischen Unabhängigkeitskriegs und während der Suezkrise. Templer setzte ihn für die psychologische Kriegsführung bei der geplanten Rückeroberung des Sueskanals und des folgenden Sturzes des ägyptischen Präsidenten Gamal Abdel Nasser ein. Fergussons umfangreiche Propaganda-Kampagne sollte von rücksichtslosen Luftangriffen auf Alexandria begleitet werden. Dieser Plan wurde nicht umgesetzt, und die psychologische Kriegsführung hatte nur wenig Wirkung auf die öffentliche Meinung oder die Moral in Ägypten. Gegen die von britischen Radiostationen verbreiteten Behauptung, Nasser sei ein Werkzeug des Zionismus sowie deren Forderung, Ägypten müsse Israel angreifen, protestierte die israelische Außenministerin Golda Meir scharf.

## Generalgouverneur von Neuseeland
Von 1962 bis 1967 war Bernard Fergusson Generalgouverneur von Neuseeland. Schon sein Vater, Sir Charles Fergusson, hatte dieses Amt innegehabt, ebenso seine beiden Großväter, Sir James Fergusson, 6. Baronet and David Boyle, 7. Earl of Glasgow. Er liebte das Land und sprach Māori. 1966 weihte er eine nach ihm benannte Schule in Upper Hutt ein, die von ihm und seiner Familie mitfinanziert wurde und deshalb das Familienmotto Dulcius ex Asperius (dt. = Süßer nach Schwierigkeiten) übernahm. 1967 wurde der Laura Fergusson Trust eingerichtet, der sich für die Rehabilitation von neurologisch erkrankten Menschen einsetzt.
1968/69 war Fergusson Mitglied einer Gruppe von Beobachtern im nigerianischen Bürgerkrieg. 1972 wurde er als Baron Ballantrae, of Auchairne in the County of Ayrshire and The Bay of Islands in New Zealand, zum Life Peer erhoben.
1982 wurde die Bernard Fergusson Memorial Scholarship von der Māori-Königin Te Atairangikaahu eingerichtet, die von einem Fonds finanziert wurde, den sie in Erinnerung an Fergusson errichtet hatte. Damit soll es Tanui-Angehörigen ermöglicht werden, an der University of Waikato zu studieren.

## Weitere Ämter und Ehrungen
Fergusson wurde 1962 als Knight Grand Cross des Order of St. Michael and St. George geadelt, 1963 auch zum Knight Grand Cross des Royal Victorian Order und 1974 zum Knight Companion des Distelordens geschlagen.
Fergussion war Fellow der Royal Geographical Society sowie der Royal Society of Literature. Von 1973 bis zu seinem Tod im Jahre 1980 diente Fergusson als Kanzler der University of St Andrews. Er war Aufsichtsratsvorsitzender der Bank von Neuseeland in London. 1974 war er Vorsitzender des British Council und zudem Lord High Commissioner for the General Assembly of the Church of Scotland.
Fergusson starb 1980, wenige Wochen, nachdem seine Frau Laura einen tödlichen Unfall gehabt hatte. Der Nachlass des Ehepaares befindet sich in der National Library of Scotland. Laura und Bernard Fergusson hatten einen Sohn, Hon. George Fergusson, der 2006 bis 2010 Hochkommissar von Neuseeland war und seit 2011 Gouverneur von Bermuda ist.
Auch wurden Sporttrophäen nach ihm benannt, so eine Segeltrophäe für den Seglers des Jahres sowie eine Radsporttrophäe für Radrennfahrer von Schulen.
Der Governor Mountain in der Antarktis trägt in Erinnerung an Fergussons Amt als Generalgouverneur von Neuseeland seinen Namen. Entsprechendes gilt auch für den unweit entfernten Fergusson-Gletscher.

## Werke
- Eton Portrait. John Miles Ltd., London 1937.
- Beyond the Chindwin. Collins, London 1945, ISBN 0-00-613870-5; Pen & Sword Military, Barnsley 2009, ISBN 1-84884-037-3.
- Lowland Soldier. Collins, London 1945.
- The Wild Green Earth. Collins, London 1946.
- The Black Watch and the King's Enemies.  Collins, London 1950; Pilgrim Press, Derby 1974, ISBN 0-900594-27-6.
- Rupert of the Rhine. Collins, London 1952.
- The Rare Adventure. Collins, London 1954.
- The Business of War: The War Narrative of Major-General Sir John Kennedy. (Hrsg.) Hutchinson, London 1957.
- The Watery Maze: The Story of Combined Operations. Collins, London 1961.
- Wavell: Portrait of a Soldier. Collins, London 1961.
- Return to Burma. Collins, London 1962.
- The Trumpet in the Hall 1930-1958. Collins, London 1970, ISBN 978-0-00-211825-5.
- Captain John Niven. Collins, London 1972, ISBN 0-00-192148-7.
- Hubble-Bubble. Collins, London 1978, ISBN 0-00-211378-3.
- Travel Warrant. Collins, London 1979, ISBN 0-00-216792-1.